# Musée archéologique de Strasbourg

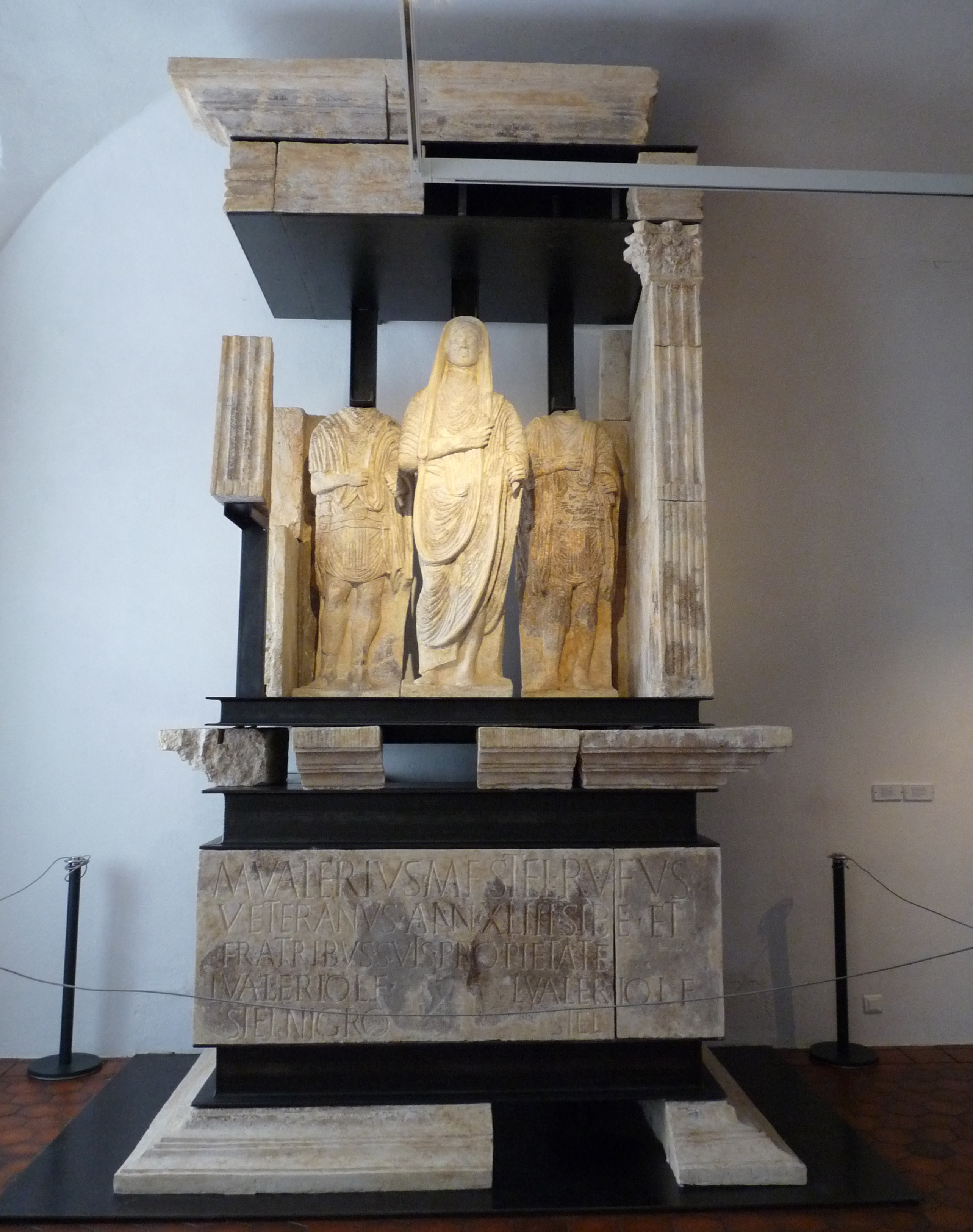
Mausoleum der Legionäre Marcus Valerius Rufus (Mitte), Lucius Valerius Niger und Lucius Valerius, gefunden 1998 im Stadtteil Koenigshoffen.

Das Archäologische Museum Straßburg (französisch Musée archéologique de Strasbourg) ist das städtische archäologische Museum von Straßburg und zeigt archäologische Funde aus dem Elsass.

## Geschichte
Das erste öffentliche archäologische Museum der Stadt ging auf die Privatsammlung des Gelehrten Johann Daniel Schöpflin zurück (Museum Schoepflini, erstmals 1773 katalogisiert). Es wurde 1870 während des Deutsch-Französischen Krieges mitsamt den restlichen Straßburger Kunstsammlungen vollständig durch preußischen Artilleriebeschuss vernichtet; nur einige Gipsabdrücke von Grabstelen, die woanders gelagert waren, konnten die Zerstörung überstehen. Ab 1876 wurde durch die 1855 ins Leben gerufene Société pour la conservation des monuments historiques d'Alsace (im Reichsland Elsaß-Lothringen: „Gesellschaft zur Erhaltung der geschichtlichen Denkmäler im Elsass“) der Grundstock zu einer rapide wachsenden neuen Sammlung gelegt, die zunächst der Forschung vorbehalten war. 1896 wurde das neue archäologische Museum allgemein zugänglich gemacht.
Seit 1889 befindet sich das Museum im Untergeschoss des Rohan-Schlosses in Straßburg.
Das Museum wurde 1907 bis 1940 von Robert Forrer und 1946 bis 1981 von Jean-Jacques Hatt geleitet. Seit 1981 leitet Bernadette Schnitzler das Museum.

## Bestände

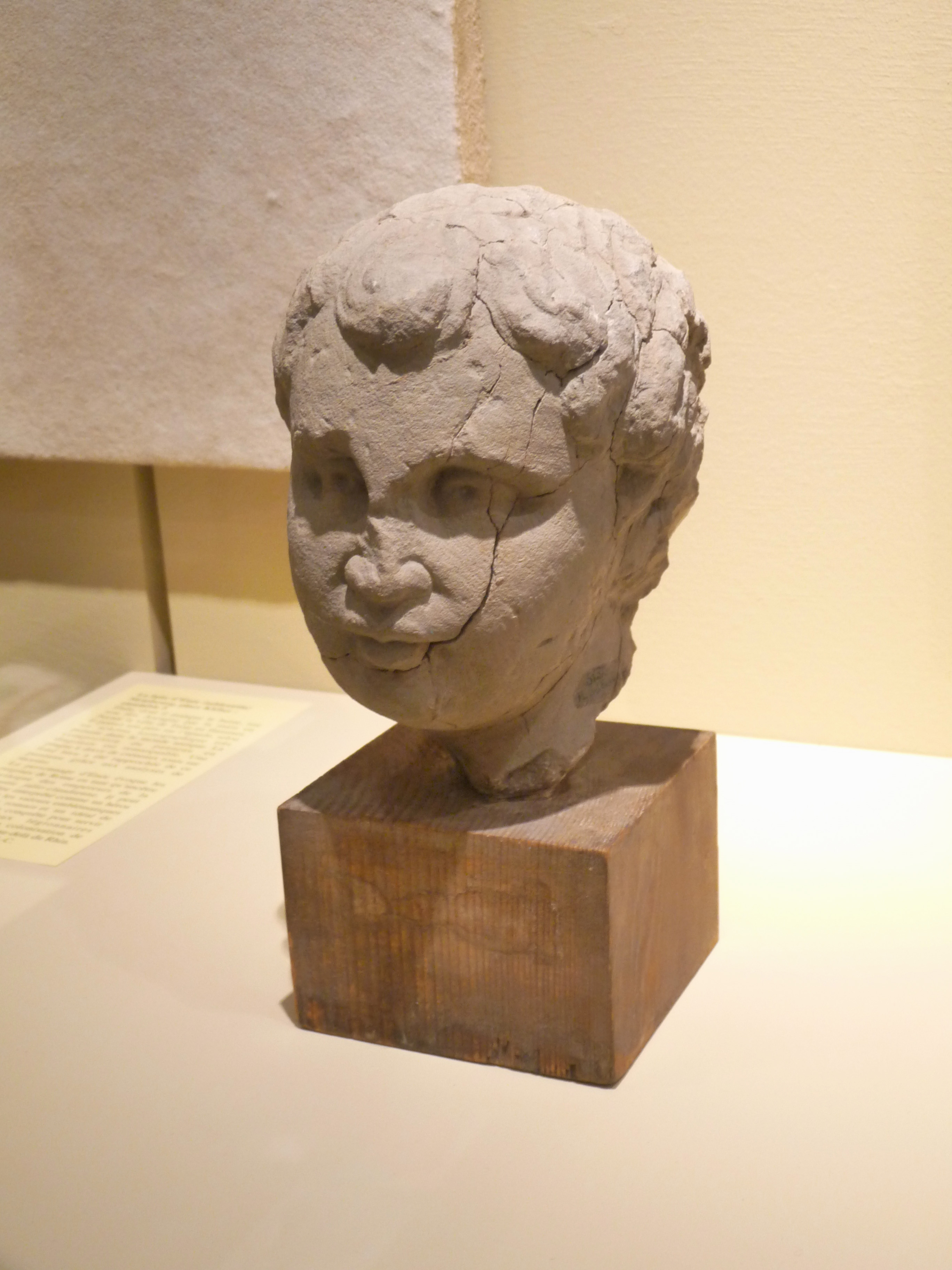
Sogenannter „junger Kaiser Caracalla“ (ca. 202–203 n. Chr.)

Der Schwerpunkt der neu aufgebauten und ständig erweiterten Sammlung erstreckt sich auf den Zeitraum von der Ur- und Frühgeschichte und bis hin zum frühen Mittelalter. Die zahlreichen Funde, die seit 1870 auf dem Gebiet des ehemaligen Argentoratum gemacht wurden und weiterhin werden, stellen den Kern der Sammlung dar. Besonders bedeutende Exponate sind unter anderem die Funde aus den Mithräen von Straßburg-Koenigshoffen und Mackwiller, das Bergheiligtum vom Donon, das Wagengrab von Ohnenheim, die Phalerae aus Ittenheim sowie der Spangenhelm von Baldenheim.
Ein kleiner jugendlicher männlicher Kopf aus grauem Sandstein, der Anfang der 1950er Jahre unweit des Straßburger Münsters auf dem heutigen Place Gutenberg entdeckt wurde, gilt als Porträt des Kaisers Caracalla und wurde 1979 gesondert unter Denkmalschutz (Monument historique) gestellt. Ein in Eckbolsheim gefundener überlebensgroßer Kopf eines bärtigen reifen Mannes (um 235 n. Chr.) aus dem gleichen Stein wird gelegentlich als Porträt des Pupienus angesehen.